# Zuidelijke haasmuis
De zuidelijke haasmuis (Lagidium wolffsohni)  is een zoogdier uit de familie van de wolmuizen (Chinchillidae). De wetenschappelijke naam van de soort werd voor het eerst geldig gepubliceerd door Thomas in 1907.

## Voorkomen
De soort komt voor in Chili en Argentinië.